# Didactylia tenuipunctata
Didactylia tenuipunctata är en skalbaggsart som beskrevs av Bordat 1988. Didactylia tenuipunctata ingår i släktet Didactylia och familjen Aphodiidae. Inga underarter finns listade i Catalogue of Life.